# 1982년 인터콘티넨털컵
1982년 인터콘티넨털컵(1982 Intercontinental Cup)은 1982년 12월 12일에 열린 21번째 인터콘티넨털컵 대회이다. 일본 도쿄에 위치한 국립 가스미가오카 육상 경기장에서 단판 승부 형식으로 진행되었으며 1981-82년 유러피언컵 우승 팀인 애스턴 빌라와 1982년 코파 리베르타도레스 우승 팀인 페냐롤이 맞붙었다. 페냐롤이 애스턴 빌라를 2-0으로 누르고 우승을 차지했다.

## 경기
| 페냐롤                | 2–0 | 애스턴 빌라 |
| --------------------- | --- | ----------- |
| 자이르 27′ · 실바 68′ |     |             |

| 페냐롤 | 애스턴 빌라 |

|               |    |                            |
|               |    |                            |
|               | 1  | 구스타보 페르난데스        |
|               | 2  | 왈테르 올리베라            |
|               | 3  | 넬손 구티에레스            |
|               | 4  | 빅토르 디오고              |
|               | 5  | 미겔 보시오                |
|               | 6  | 후안 비센테 모랄레스       |
|               | 7  | 베난시오 라모스            |
|               | 8  | 마리오 사랄레기            |
|               | 9  | 페르난도 모레나            |
|               | 10 | 자이르 곤사우베스 프라치스 |
|               | 11 | 왈키르 실바                |
| 감독:         |    |                            |
| 우고 바그눌로 |    |                            |

|           |    |                 |
|           |    |                 |
|           | 1  | 지미 리머       |
|           | 2  | 마크 존스       |
|           | 3  | 개리 윌리엄스   |
|           | 4  | 앨런 에번스     |
|           | 5  | 켄 맥노트       |
|           | 6  | 데니스 모타이머 |
|           | 7  | 데스 브렘너     |
|           | 8  | 개리 쇼         |
|           | 9  | 피터 위스       |
|           | 10 | 고든 코원스     |
|           | 11 | 토니 몰리       |
| 감독:     |    |                 |
| 토니 바턴 |    |                 |